# Ogava Sóta
Ogava Sota (1998. november 29. –) japán kötöttfogású birkózó. A 2019-es birkózó-világbajnokságon bronzérmet szerzett az 55 kg-os súlycsoportban, kötöttfogásban.

## Sportpályafutása
A 2019-es birkózó-világbajnokságon a férfi kötöttfogású 55 kg-os súlycsoport selejtezőjében az örmény Norajr Hakhojan volt az ellenfele, aki ellen 7-3-ra nyert, így továbbjutott. Ezt követően a nyolcaddöntőben a dél-koreai Hyeokjin Jeon volt az ellenfele, aki ellen 8-0-ra nyert. A negyeddöntőben az üzbég Ilkhom Bakhromov ellen 4-2-re nyert. Az elődöntőben azonban vesztett a későbbi 2019-es világbajnokkal, Nugzari Curcumiával szemben 8-0-ra. A bronzmérkőzésen azonban 11-2-re győzött a kínai Liguo Csao ellen.